# Wang Xifeng
Wang Xifeng (xinès: 王熙鳳) és un dels personatges principals de la clàssica novel·la xinesa Somni del Pavelló Roig.Una dona amb delicadesa de classe alta i no molt ben educada, ell és també coneguda com a "Gra de pebre Feng" (鳳辣子) o "Vitet". És la neboda de la Dama Wang i està casada amb Jia Lian, el net major de l'Àvia Jia (per tant, està relacionada amb Baoyu per la sang i pel matrimoni). Com a tal, té un paper important en el funcionament del dia a dia de la família Rongguo; de fet, ell és de facto la titular dels calés de la casa familiar. Ella és la dona més poderosa del clan Jia, després de l'Àvia Jia i la Dama Wang. També és mundana, diplomàtica, capaç de dedicar magarrufes l'Àvia Jia i les altres dames importants dins de la família, mentre que controla amb mà de ferro als servents. No obstant el seu marit Jia Lian no la tracta amablement, i és sovint agafat fent el faldiller fora de casa.
Xifeng, o Germana Feng (Feng Jie), és ben coneguda en la novel·la, tant per la seva gran capacitat, així com pel seu caràcter gairebé verinós; quan un membre més pobre de la família de Jia una vegada mostra interès en ella, ella l'enganya repetidament amb "cites" que resulten ser paranys, i finalment fa matar l'home ofès (capítols 11 i 12). Així i tot ella és sens dubte la dona més capaç, si no és el personatge més capaç, dins de la novel·la; imparcial i dura en la seva disciplina, ella és aclamada per la seva neboda Qin Keqing com "un heroi entre les dones de la família". Ella pot ser de bon cor amb la gent rústica com l'Àvia Liu, però capaç d'una gran crueltat quan el seu poder és desafiat, com quan va enginyar el suïcidi de la concubina del seu marit la Segona Germana You, a qui odiava.
Ella té una filla, el seu únic fill de Jia Lian, Jia Qiaojie, que és nomenat per l'àvia Liu.